# L’Houmeau
L’Houmeau település Franciaországban, Charente-Maritime megyében. Lakosainak száma 2953 fő (2022. január 1.). L’Houmeau Lagord, Nieul-sur-Mer és La Rochelle községekkel határos.

## Népesség
A település népességének változása:
| Lakosok száma | 807  | 1725 | 2486 | 2129 | 2782 | 2830 | 2853 | 2865 | 2861 | 2953 |
|               | 1968 | 1982 | 1990 | 2006 | 2013 | 2015 | 2017 | 2019 | 2020 | 2022 |